# Teucholabis singularis
Teucholabis singularis är en tvåvingeart som först beskrevs av Ignaz Rudolph Schiner 1868.  Teucholabis singularis ingår i släktet Teucholabis och familjen småharkrankar.
Artens utbredningsområde är Venezuela. Inga underarter finns listade i Catalogue of Life.